# TNT (rosyjska stacja telewizyjna)
TNT (ros. ТНТ) – rosyjski rozrywkowy kanał telewizyjny, należący do Gazprom-Media. Został założony w 1997 roku. Grupę docelową stacji stanowią osoby w grupie wiekowej 14–44. Miesięczna oglądalność stacji w Rosji wynosi 54,3 mln widzów.

## Programy
Stacja emituje sitcomy, programy komediowe, reality show, talent show i filmy pełnometrażowe.

### Reality show
- Dom-2 (ros. Дом-2) – najdłużej na świecie nadawany codziennie reality show[4][5]

### Programy komediowe
- Comedy Club
- Comedy Woman
- Stand Up

### Talent show
- Tańce (ros. Танцы)

### Sitcomy
- Lekarze stażyści (ros. Интерны)
- Uniwerek (ros. Универ)
- WF-ista (ros. Физрук)
- Prawdziwi faceci (ros. Реальные пацаны)
- Sczastliwy wmiestie (ros. Счастливы вместе)

### Pozostałe
- Bitwa ekstrasensoryków (ros. Битва экстрасенсов)

## TNT w Polsce
Międzynarodowa wersja stacji „TNT International” jest nadawana bez szyfrowania poprzez satelitę Hot Bird 13° w jakości SD.